# Trisha Mann-Grant
Trisha Mann-Grant (Chicago, 3 novembre 1969) è un'attrice statunitense.

## Biografia e Vita privata
Mann nasce a Chicago nell'Illinois il 3 novembre 1969. Nel 2012 sposa Tony Grant con cui ha avuto un figlio di nome Daniel T. Russell.

### Carriera
Nel corso della sua carriera appare come ospite in serie tv come Strepitose Parkers, Eve e Cold Case - Delitti irrisolti. La svolta nella sua carriera arriva nel 2020 quando entra nel cast della serie tv The Family Business nel ruolo di Dominique Leroux. Dal 2025 interpreta Dana Thomas nella soap opera Beyond the Gates.

## Filmografia

### Cinema
- His Woman His Wife (2000)
- The Last Fall (2012)
- The Man in 3B (2015)
- Chocolate City 3: Live Tour (2022)

### Televisione
- Strepitose Parkers - serie TV, 1 episodio (2003)
- All About the Andersons - serie TV, 1 episodio (2003)
- Eve - serie TV, 1 episodio (2004)
- Cold Case - Delitti irrisolti - serie TV, 1 episodio (2008)
- Love Thy Neighbor - serie TV, 1 episodio (2014)
- The Family Business - serie TV (2020-in corso)
- Beyond the Gates - soap opera (2025-in corso)